# Зіко (репер)
У Чжи Хо (кор. 우지호; нар. 14 вересня 1992, Сеул, Південна Корея), відомий під псевдонімом Зіко (кор. 지코) — південнокорейський репер, звукорежисер, співак і автор пісень. Він дебютував як лідер бой-бенду Block B у 2011 році, а свій перший сольний реліз випустив у 2014 році.
Зіко відомий своїми кросоверними навичками на корейській хіп-хоп сцені, підтримуючи андеграундну репутацію поряд з мейнстримною привабливістю як корейського ідола. Він є продюсером музики в стилі к-поп та корейського хіп-хопу. Він також є частиною команди Fanxy Child, яку він сформував у 2016 році. У 2019 році він випустив свій перший повноформатний сольний альбом Thinking.

## Ранні роки
У Джі Хо народився в 14 вересня 1992 року в Сеулі. Джіхо — молодший з двох синів. Його старший брат У Джі Сок (сценічне ім'я — Woo Taewoon/₩uNo) — сольний артист, до 2015 року був лідером k-pop гурту SPEED.
Закінчив Сеульську вищу школу музики за фахом вокальна майстерність. Навчався в Канаді, Китаї і Японії.
У шкільні роки захопився репом, почав виступати під псевдонімом Nacseo (Наксо). Під час навчання в Японії вибрав нинішній псевдонім, що складається з першого складу його імені і типового японського зменшувального іменного закінчення.

## Кар'єра
2009 року Зіко пройшов прослуховування у продюсера Cho PD, який запросив його на стажування в лейбл звукозапису Brand New Stardom. 19 листопада 2010 року Зіко випустив сольний альбом-мікстейп ZICO on the Block, який записувався за участю різних корейських андеґраунд-артистів. Альбом отримав схвалення і визнання серед шанувальників корейського хіп-хопу.
2011 року Зіко дебютував у складі гурту Block B, що складається з семи осіб. У гурті він займає позицію лідера, головного репера, автора пісень і продюсера.
В 2013 Зіко, разом із іншими учасниками Block B, після судових тяжб із Stardom Entertainment, покинув лейбл і перейшов у новостворене агентство Seven Seasons. Там Зіко, окрім діяльності у гурті в якості учасника та продюсера, розпочав також офіційну сольну кар'єру. Однак, і в Seven Seasons він теж не затримався, покинувши лейбл після закінчення строку дії контракту.
2018 року він став співзасновником і генеральним директором музичного лейблу KOZ Entertainment.
У 2020 році заступив на обов'язкову в Південній Кореї військову службу. Оскільки за станом здоров'я його було звільнено від служби в активних військах, він виконує соціальні роботи.

## Дискографія
- Thinking (2019)

## Фільмографія

### Телешоу
| Рік  | Назва                        | Роль             | Нотатки         |
| ---- | ---------------------------- | ---------------- | --------------- |
| 2012 | The Show                     | Ведучий          | з P.O           |
| 2014 | Fashion King Korea           | Учасник          | з P.O           |
| 2015 | Show Me The Money 4          | Суддя / Продюсер | з Paloalto      |
| 2016 | Celebrity Bromance           | Учасник          | з Choi Tae-joon |
| 2017 | Show Me The Money 6          | Суддя / Продюсер | з Dean          |
| 2018 | Wanna One Go Season 3: X-CON | Продюсер         |                 |
| 2019 | Produce X 101                | Продюсер         |                 |
| 2020 | I-Land                       | Продюсер         |                 |
| 2022 | Chain Reaction               | Ведучий          | [ 10 ]          |
| 2023 | No Math School Trip          | Учасник          | [ 11 ]          |

### Веб-шоу
| Рік  | Назва                     | Роль    | Нотатки            | Прим.  |
| ---- | ------------------------- | ------- | ------------------ | ------ |
| 2022 | Saturday Night Live Korea | Ведучий | 3 сезон — 4 епізод | [ 12 ] |

### Радіо шоу
| Рік  | Назва         | Нотатки |
| ---- | ------------- | ------- |
| 2019 | Thinking Bout | Ведучий |